# Capitophorus hippophaes
Capitophorus hippophaes är en insektsart som beskrevs av Walker 1852. Capitophorus hippophaes ingår i släktet Capitophorus och familjen långrörsbladlöss. Arten är reproducerande i Sverige.

## Underarter
Arten delas in i följande underarter:
- C. h. hippophaes
- C. h. dubius
- C. h. javanicus